# Upplands runinskrifter 943
Upplands runinskrifter 943 är en runsten som nu är uppställd bakom Gustavianum i Universitetsparken i Uppsala, Uppland. 
Den står tillsammans med åtta andra runstenar: U 489, U 896, U 932, U 937, U 938, U 939, U 940 och U 1011. 

## Stenen
Stenens ornamentik består av en enkel runslinga i form av en runorm som kryper längs ytterkanten av stenens framsida, i mitten är ett stort kristet kors. Stora bitar av runslingan är bortslagna både på stenens vänstra och högra sida.

## Inskriften
Bara en del av inskriften är bevarad, resten har funnits på de bortslagna sidorna.

### Inskriften i runor
ᛒᛁᛆᚢᚱᚾ᛫ᛆᚢᚴ____ᛅᛁᚾ᛫ᛅᛏᛁᚱ____ᛅᚾᛏ

### Inskriften i translitterering
biaurn × auk × ... ...ain × atir × -[ka]... ant +

### Inskriften i normalisering
Biorn ok ... [st]æin æftiR ... and.

### Inskriften i översättning
"Björn och ... stenen efter ... ande."

## Historia
Runstenen ristades på 1000-talet. På grund av den ofullständiga inskriften förblir det oklart vem utöver Björn som reste stenen, samt vem som skulle hedras med stenen. Stenen är inte heller signerad av runristaren.
Till skillnad från de flesta andra runstenar som restes till minne av de döda vid sidan av viktiga vägar har den här stenen förmodligen från början stått som gravsten på en kristen gravplats.
Stenen återupptäcktes under en renovering av Ärkebiskopsgården cirka 100 meter från sin nuvarande plats.

## Bildgalleri

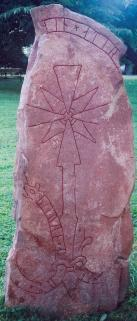
U 943 år 2003
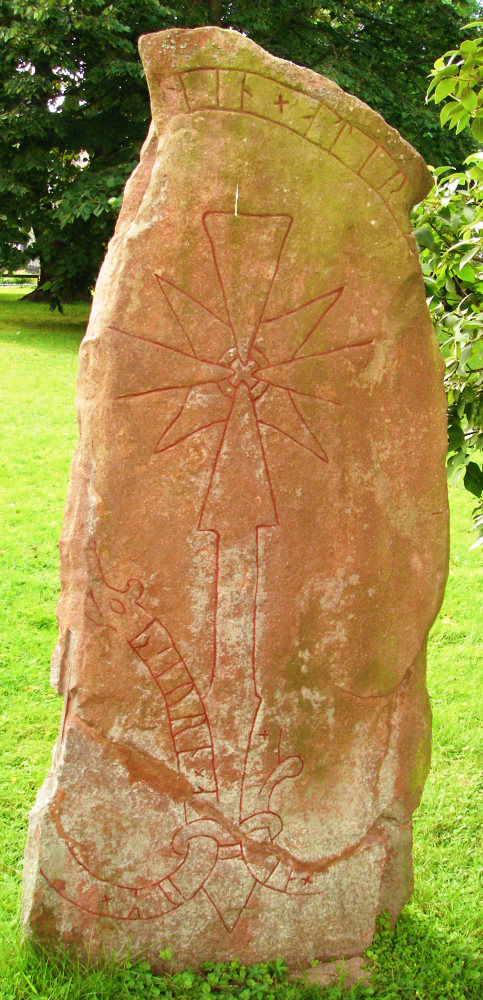
U 943 år 2009

### Fotnoter
1. ↑  Unicode stöd för runor behövs i din webbläsare